# Cecily Neville
Cecily Neville (Raby Castle (Durham), 3 mei 1415 – Berkhamsted Castle (Hertfordshire), 31 mei 1495) was een Engelse edelvrouw en de echtgenote van Richard van York. Ze was de moeder van twee Engelse koningen: Eduard IV en Richard III.

## Biografie

### Huwelijk met Richard van York
Cecily Neville werd geboren als de jongste dochter van graaf Ralph Neville en Joan Beaufort. Haar moeder was een dochter van Jan van Gent. Op negenjarige leeftijd werd Cecily door haar vader uitgehuwelijkt aan de dertienjarige Richard van York en vijf jaar later huwde het tweetal. Toen Richard in 1441 in dienst van de koning kwam verhuisden ze naar Rouaan. Daar beviel ze van haar derde kind Eduard, die in een kleine besloten ceremonie werd gedoopt.
Toen in 1455 de Rozenoorlogen uitbraken bleef Cecily achter in Ludlow Castle, ook nadat haar man naar Ierland en continentaal Europa vluchtte. In diezelfde tijd begon ze zich in te zetten voor de zaak van het huis York en pleitte voor haar echtgenoot in Londen voor het parlement. Haar inzet mocht echter niet baten en de landerijen van Richard werden geconfisqueerd. Toch wist Cecily een jaarlijkse toelage van 600 pond te krijgen voor haar en haar kinderen. Na de Yorkistische overwinning in de Slag bij Northampton verhuisde ze naar Londen.
In de Slag bij Wakefield wist het Huis Lancaster een grote overwinning te behalen. In de slag sneuvelden zowel Richard van York als zijn zoon Edmund van Rutland. In reactie hierop stuurde Cecily haar twee jongste zonen, George en Richard, naar het hof van Filips de Goede in Bourgondië. Hiermee trok ze de Bourgondiërs mee in de Engelse successieoorlog.

### Koningin-moeder
Haar zoon Eduard zette de strijd van het huis York door tegen de Lancasters. Cecily Neville had inmiddels haar intrek genomen in Baynard's Castle in Londen dat uitgroeide tot het hoofdkwartier van de Yorkisten. Toen Eduard in de Slag bij Towton de Lancasters wist te verslaan en vervolgens op 28 juni 1461 werd gekroond, werd Cecily Neville als koningin-moeder geëerd. Toen in 1469 Richard Neville samen met Cecily's zoon George in opstand kwam tegen de nieuwe koning, reisde Cecily naar Sandwich om de partijen met elkaar te verzoenen.
In 1470 werd Eduard IV van de troon verstoten en werd Hendrik VI voor korte tijd in zijn macht hersteld. In april 1471 kwam Eduard weer aan de macht, maar de relatie met zijn broer George werd niet verbeterd en uiteindelijk werd hij in 1478 wegens hoogverraad bij de Tower of London ter dood gebracht. Na de plotselinge dood van Eduard IV werd hij door zijn minderjarige zoon Eduard V opgevolgd en Cecily's jongste zoon Richard werd aangesteld als hun protector en deze plaatste hen in de Tower.
Nadat hij zijn neefjes had weggestopt in de Tower werd Richard door het parlement als de nieuwe koning van Engeland erkend. Zijn regering was echter kort, want hij werd in 1485 in de Slag bij Bosworth verslagen door de Lancasters en zijn tegenstander Hendrik Tudor greep daarop de macht.

### Laatste jaren
Na de troonsbestijging van Hendrik VI trok Cecily Neville zich terug en wijdde ze haar leven aan haar religieuze verplichtingen. Ze overleed op 31 mei 1495 en werd naast haar echtgenoot en zoon Edmund begraven in de kerk van Fotheringhay.

## Nageslacht

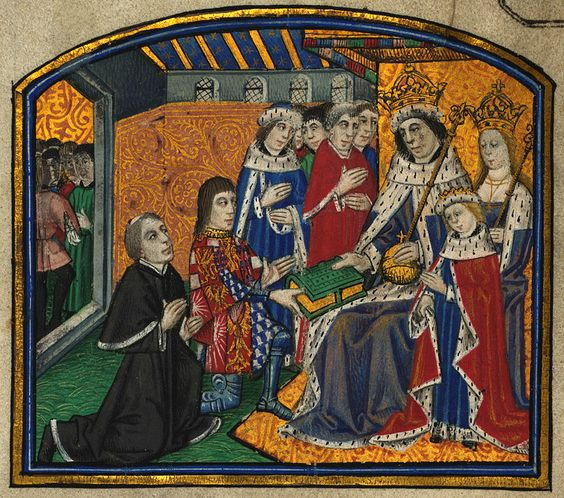
Middeleeuwse miniatuur van de presentatie van het boek Dictes and Sayings of the Philosophers aan Eduard IV, een van de zonen van Cecily Neville.

Cecily Neville kreeg samen met Richard van York twaalf kinderen:
- Anne (1439-1476), gehuwd met Henry Holland (hertog van Exeter)
- Hendrik (1441)
- Eduard (1442-1483), koning van Engeland
- Edmund (1442-1460), graaf van Rutland
- Eilzabet, gehuwd met John de la Pole
- Margaretha (1446-1503), gehuwd met Karel de Stoute
- Willem (1447-jong overleden)
- George (1449-1478), hertog van Clarence
- Thomas (1451-jong overleden)
- Richard  (1452-1485), koning van Engeland
- Ursula (1454-jong overleden)

## In populaire cultuur
Cecily Neville is een belangrijk personage in het toneelstuk Richard III van William Shakespeare waarin ze wordt neergezet als een liefhebbende moeder naar haar dode zoons Eduard en George en koud en afstandelijk tegen haar zoon Richard. Ze is door verschillende actrice geportretteerd in Britse televisieseries en films. Maggie Smith speelde Cecily Neville in de film Richard III 
uit 1995 en Anne Jeffreys zette haar neer in de gelijknamige productie uit 2008. Caroline Goodall portretteerde haar in de televisieserie The White Queen in 2013 en diens opvolger The White Princess uit 2017. Voor de Hollow Crown televisieserie uit 2016 werd Cecily Neville gespeeld door Judi Dench.